# Alavattnet
Alavattnet är en by i Ströms distrikt (Ströms socken), Strömsunds kommun i Jämtland. Byn ligger vid sjön Gårdsvattnets västra strand och genomkorsas av länsväg 342. Alavattnet är belägen i Ströms distrikts östra del. 

## Historia
De första nybyggarna i Alavattnet var dragonerna Per Halling och Erik Sundström vid Jämtlands dragonregemente med familjer. Per Halling ska ha kommit till Alavattnet 1753 och Sundström något år senare. Tillstånd om ett nybygge på Alavattnets kronoavradsland ansöktes enligt Hammerdals häradsrätts resolution den 23 april 1760.